# قومية برجوازية
تعرف القومية البرجوازية في الماركسية بأنها ممارسة تقوم بها الطبقات الحاكمة لتفريق الشعوب عمدًا بناءًا على الجنسية أو العرق أو الانتماء الإثني أو الدين لإلهائهم عن القيام بحرب طبقية. وتعتمد هذه الممارسة على إستراتيجية فرق تسُد وتستخدمها الطبقات الحاكمة لمنع الطبقات العاملة من التوحد ضدها (وبالتالي يظهر الشعار الماركسي يا عمال العالم، اتحدوا!).

## الاستخدام

### الاتحاد السوفيتي
بعد قيام ثورة أكتوبر، أسست الحكومة البلشفية سياسية الجنسيات على مبادئ الفكر الماركسي اللينيني. طبقًا لهذه المبادئ فإن كل القوميات ينبغي أن تختفي بمرور الزمن حيث أن القومية في الأصل فكرة برجوازية.
في تقريره عن الذكرى الخمسين لتأسيس الاتحاد السوفيتي شدد ليونيد بريجنيف على أنه " لهذا السبب يؤمن الشيوعيون وكل المدافعين عن الاشتراكية بأن العنصر الأساسي في قضية الوطنية هو توحيد الطبقة العاملة، بغض النظر عن انتماءاتهم القومية، في معركتهم المشتركة ضد كل أنواع البطش؛ ليخلقوا نظامًا اجتماعيًا جديدًا يقضي على استغلال الطبقة العاملة.

### الصين
تناول الرئيس الثاني للصين ليو شاوتشي مفهوم القومية البرجوازية كما يلي:
إن استغلال العمالة، والمزاحمة، والضغط، وقمع وابتلاع المنافسين بين الرأسماليين أنفسهم، واللجوء إلى الحرب، إلى حرب عالمية حتى، واستخدام كل الوسائل لضمان الاحتكار في بلده أو عبر العالم صفات متأصلة في الشخصية البرجوازية الساعية للربح. هذا هو أساس القومية البرجوازية وكل الأيدولوجيات البرجوازية. […] يتضمن التجسيد الأبشع لتطور القومية البرجوازية استعباد الدول المستعمرة والشبه مستعمرة على يد القوى الإمبريالية، بالإضافة إلى الحرب العالمية الأولى، وعدائية هتلر وموسوليني وقادة الحرب اليابانيين أثناء الحرب العالمية الثانية، ومخططات استعباد العالم بأسره والتي يتعهدها المعسكر الإمبريالي الدولي بقيادة الإمبريالية الأمريكية.